# Parafia Matki Bożej Gwiazdy Morza w Unieściu
Parafia pw. Matki Bożej Gwiazdy Morza w Mielnie-Unieściu – parafia należąca do dekanatu Mielno, diecezji koszalińsko-kołobrzeskiej, metropolii szczecińsko-kamieńskiej. Została utworzona w 1991 roku. Znajduje się w Unieściu – dzielnicy Mielna.  Siedziba parafii mieści się na ulicy Morskiej 1.

## Miejsca święte

### Kościół parafialny
Kościół pw. Matki Bożej Gwiazdy Morza w Unieściu